# Quattro

Quattros logotyp.

Quattro, stiliserat quattro (italienska: Fyra), är den tyska biltillverkaren Audis namn på sina bilmodeller med fyrhjulsdrift.
Stavningen "quattro" är ett registrerat varumärke av Audi AG och skrivs av företaget med ett gement "q". Quattro är en viktig del i Audis varumärke sedan man införde fyrhjulsdrift i sitt modellprogram 1981.

## Quattro-modeller
- Audi S3 Quattro
- Audi A4 Quattro
- Audi S4 Quattro
- Audi A6 Allroad Quattro
- Audi Quattro
- Audi S6 plus Quattro

### Konceptbilar
- Audi Le Mans Quattro
- Audi Nuvolari Quattro
- Audi Pikes Peak Quattro
- Audi RSQ